# Ikavien
L'ikavien (ikavski) est l'une des trois prononciations (izgovori) dans le diasystème slave du centre-sud. Il résulte de l'évolution du son ĕ (noté par la lettre yat : ѣ) - commun à tous les anciens parlers slaves - en i (noté par la lettre i). Cette prononciation est la moins répandue et n'est acceptée par aucun standard linguistique officiel.
La prononciation ikavienne est une des particularités majeures du dialecte tchakavien (bien que celui-ci utilise, à certains endroits, la prononciation ékavienne ou iékavienne) qui est le plus répandu en Istrie, dans le nord de la Dalmatie et dans les iles dalmates. Mais elle se trouve aussi dans le dialecte chtokavien utilisé en Dalmatie continentale, dans l'ouest de la Bosnie et de l'Herzégovine, dans certaines parties de la Slavonie et dans le Banat serbe septentrional et occidental). Il n'existe donc pas de coïncidence parfaite entre la prononciation ikavienne et un dialecte, ni inversement.
La prononciation ikavienne communément considérée comme la plus pure est utilisée dans la région de Rijeka, combinée au parler Tchakavien.

## Comparaison avec les autres prononciations
| Ikavien     | Iékavien   | Ékavien     | Français     |
| ----------- | ---------- | ----------- | ------------ |
| vrime       | vrijeme    | vreme       | temps        |
| lip         | lijep      | lep         | beau         |
| divojka     | djevojka   | devojka     | jeune-femme  |
| čovik       | čovjek     | čovek       | personne     |
| siditi      | sjediti    | sediti      | être assis   |
| ja tribam   | ja trebam  | ja trebam   | j'ai besoin  |
| ona je jila | on je jela | ona je jela | elle a mangé |
| lito        | ljeto      | leto        | été          |
| livo        | lijevo     | levo        | gauche       |
| misec       | mjesec     | mesec       | mois         |
| misto       | mjesto     | mesto       | lieu         |
| grijati     | grijati    | grejati     | chauffer     |
| sjever      | sjever     | sever       | nord         |
| zvizda      | zvijezda   | zvezda      | étoile       |
| medvid      | medvjed    | medved      | ours         |
| dida        | djed       | deda        | grand-père   |